# Zita aureopyga
Zita aureopyga är en tvåvingeart som beskrevs av Charles Howard Curran 1927. Zita aureopyga ingår i släktet Zita och familjen parasitflugor. Inga underarter finns listade i Catalogue of Life.